# Jaime Ordiales
José Jaime Ordiales Domínguez (Città del Messico, 23 dicembre 1962) è un ex calciatore messicano.

## Carriera

### Club
Inizia nel Necaxa di Aguascalientes, e si trasferisce al Cruz Azul dove gioca fino al 1989. Nel 1992 passa dal Chivas Guadalajara al Puebla, militandovi fino al 1993, anno nel quale passa ai Tecos de la UAG. Nel 1995 si trasferisce al Club León. Nel 2003 si ritira nel Pachuca.

### Nazionale
Con la nazionale messicana ha giocato tra il 1991 e il 1998, partecipando al campionato del mondo 1998.